# Jurij Dubrowny
Jurij Mychajłowycz Dubrowny (ukr. Юрій Михайлович Дубровний, ros. Юрий Михайлович Дубровный, Jurij Michajłowicz Dubrownyj; ur. 15 kwietnia 1959 w Stryju, w obwodzie lwowskim, zm. 1 lipca 2025) – ukraiński piłkarz, grający na pozycji pomocnika, trener piłkarski.

## Kariera piłkarska

### Kariera klubowa
Rozpoczął karierę piłkarską w wojskowej drużynie SKA Łuck. Po zakończeniu służby wojskowej został zaproszony do Karpat Lwów. 16 kwietnia 1975 zadebiutował w spotkaniu z klubem Spartakiem Moskwa. Kiedy w 1982 odbyła się fuzja Karpat z klubem SKA Lwów podał się do Nistru Kiszyniów. Razem z innymi byłymi karpatowcami Hryhorijem Batyczem, Ihorem Mosorą, Wasylem Szczerbejem i Wiktorem Kopyłem pomógł klubowi zdobyć awans do Wyższej Ligi ZSRR. W 1984 powrócił do SKA Karpat Lwów, w którym występował do 1986. Potem jeszcze występował w drużynach Hałyczyna Drohobycz oraz FK Lwów, w której ukończył karierę piłkarską.

## Kariera trenerska
Po zakończeniu kariery piłkarskiej rozpoczął pracę trenerską. Na początku asystował trenerowi w lwowskich Karpatach. Następnie pomagał trenować kluby Hałyczyna Drohobycz oraz Hazowyk Komarno. W 2001-2002 prowadził Hazowyk-Skała Stryj. Potem trenował drugą drużynę lwowskich Karpat, Techno-Centr Rohatyn oraz Nywa Tarnopol. W 2007 został zaproszony prowadzić amatorski klub Rawa Rawa Ruska, który pod jego kierownictwem zdobył mistrzostwo obwodu lwowskiego. W końcu 2008 przez problemy finansowe klub został rozwiązany, a trener został bez pracy. Ale już jesienią wyjechał za granicę trenować Spartakus Szarowola. Z klubem pracował do lata 2009.

## Sukcesy i odznaczenia
- Mistrz Pierwszej Ligi ZSRR:

1979
- Nagrodzony tytułem Mistrz Sportu ZSRR w 1976.